# Vancouver Island Ranges
La Vancouver Island Ranges è una catena montuosa del Canada che si estende lungo tutta la lunghezza dell'Isola di Vancouver, nella provincia della Columbia Britannica. 
Copre un'area di 31.788 km², e la vetta più elevata è Golden Hinde, con 2.201 metri sul livello del mare.